# Морозов Володимир Вікторович
Володимир Вікторович Морозов (рос. Владимир Викторович Морозов, 16 червня 1992) — російський плавець, олімпійський медаліст.

## Виступи на Олімпіадах
| Олімпіада   | Дисципліна           | Місце |
| ----------- | -------------------- | ----- |
| Лондон 2012 | 100 на спині         | 10    |
| Лондон 2012 | 4×100 вільним стилем | 3     |
| Лондон 2012 | 4×100 комплексом     | 12    |
| Ріо 2016    | 100 вільним стилем   | 10    |
| Ріо 2016    | 100 вільним стилем   | 9     |
| Ріо 2016    | 4×100 вільним стилем | 4     |
| Ріо 2016    | 4×100 комплексом     | 4     |

## Зовнішні посилання
- Досьє на sport.references.com [Архівовано 6 лютого 2013 у Wayback Machine.]